# 1989年欧州議会議員選挙 (ドイツ)
1989年欧州議会議員選挙（1989ねん おうしゅうぎかい ぎいんせんきょ）は、欧州共同体（欧州連合の前身組織）の欧州議会の議員を選出するために行われた。ドイツ連邦共和国では6月10日に実施された。本稿では、ドイツにおける1989年欧州議会議員選挙の結果について取り上げる。

## 選挙データ
- 欧州議会議員定数（ドイツ）：78議席
- 欧州議会議員の任期：5年
- 選挙制度：比例代表制（ニーマイヤー式）

政党は全国共通の政党リストか、州毎のリストを提出する。同じ政党の州リストは全国で連結して、議席配分を受けることが可能。実際には、CSUはバイエルン州のみで名簿を提出し、CDUはそれ以外の州毎の名簿を全国（バイエルン州は除外）で連結している。

有権者は政党リスト（拘束名簿）のいずれか一つに投票。議席配分は、全国での投票（CSUはバイエルン州だけで、CDUは連結の）によって、ヘアー式最大少数法（ニーマイヤー式）で配分。ただし、有効投票の5％以上の得票があった政党リストのみに配分される。
- 選挙権：18歳以上
- 有権者数：45,733,179名

## 選挙結果
- 投票日：1989年6月10日
- 投票者数：28,508,598名（投票率62.3％）
- 有効投票数：28,206,690票

| 党派                                   | 党派                       | 得票       | 得票率 | 議席 |
| -------------------------------------- | -------------------------- | ---------- | ------ | ---- |
| キリスト教民主・ 社会同盟 （CDU／CSU） | キリスト教民主同盟 （CDU） | 8,332,846  | 29.5   | 24   |
| キリスト教民主・ 社会同盟 （CDU／CSU） | キリスト教社会同盟 （CSU） | 2,326,277  | 8.2    | 7    |
| ドイツ社会民主党 （SPD）               | ドイツ社会民主党 （SPD）   | 10,525,728 | 37.3   | 30   |
| 緑の党 （GRÜNE）                       | 緑の党 （GRÜNE）           | 2,382,102  | 8.4    | 7    |
| 共和党 （REP）                         | 共和党 （REP）             | 2,008,629  | 7.1    | 6    |
| 自由民主党 （FDP）                     | 自由民主党 （FDP）         | 1,576,715  | 5.6    | 4    |
| 合計                                   | 合計                       | 合計       | 合計   | 78   |

- 出典：3.Wahl zum Europäischen Parlament am 10.Juni 1989